# Studholme Hodgson

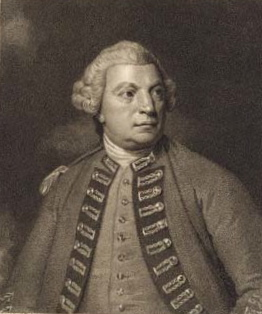
Studholme Hodgson, Gravur von William Boyd nach einem Gemälde von George Romney

Studholme Hodgson (* 1708; † 20. Oktober 1798) war ein britischer Feldmarschall.

## Leben
Studholme Hodgson war der Sohn von John Hodgson, einem Kaufmann aus Carlisle, aus dessen Ehe mit Jane Norman. Nach dem Besuch der Grammar School in Carlisle trat er am 2. Januar 1728 als Ensign des 1st Regiment of Foot Guards in die British Army ein. Am 25. April 1741 wurde er Lieutenant seines Regiments im Armeerang eines Captain. Er nahm während des Österreichischen Erbfolgekriegs (1740–1748) als Aide-de-camp des Earl of Albemarle an den Schlachten bei Dettingen (1743) und Fontenoy (1745), sowie während des Jakobitenaufstandes als Aide-de-camp des Duke of Cumberland an der Schlacht bei Culloden teil. Am 22. Februar 1747 zum Captain seines Regiments im Armeerang eines Lieutenant-Colonel befördert.
Er wurde während des französisch-indianischen Krieges (1754–1763) im Jahr 1755 Korrespondent des Kriegsministers William Barrington, 2. Viscount Barrington. Zu Beginn des  Siebenjährigen Krieges (1756–1763) stellte Hodgson 1756 ein neues Regiment auf (das spätere 50th Regiment of Foot), diente 1757 unter Sir John Mordaunt als Kommandeur einer Brigade und nahm an dem erfolglosen Überfalls auf Rochefort im September 1757 teil. Am 15. September 1759 wurde er zum Major-General befördert und erhielt im Oktober 1759 das Amt des Colonels des 5th Regiment of Foot.
1761 leitete Hodgson den britischen Angriff auf Belle-Île vor der Küste Frankreichs. Nachdem der erste britische Angriff im März zurückgeschlagen worden war, wurde bei einem zweiten Versuch im April ein Brückenkopf erzwungen. Nach einer sechswöchigen Belagerung wurde im Juni die wichtigste Festung der Insel, die Zitadelle von Le Palais, gestürmt und die britische Kontrolle über die Insel gefestigt. Diese Operation ermöglichte es der britischen Regierung, Belle-Île bei den Verhandlungen im Vorfeld des Friedensvertrags von Paris (1763) als Verhandlungsmasse zu nutzen.
Am 23. März 1765 wurde Hodgson zum Lieutenant-General befördert, im September des Jahres zum Gouverneur von Fort George und Fort Augustus in Schottland ernannt (das Amt wird auch als Governor of Inverness bezeichnet). Im November 1768 wurde er Colonel des 4th Regiment of Foot. Nach seiner Beförderung zum General am 2. April 1778 wurde er im Juni 1782 Colonel der 7th Regiment of Dragoon Guards und im März 1789 Colonel des 11th Regiment of Light Dragoons. Am 30. Juli 1796 wurde Hodgson zum Field Marshal befördert.
Studholme Hodgson starb am 20. Oktober 1798 in seinem Haus in der Old Burlington Street in London und wurde am 26. Oktober 1798 in der St James’s Church, Piccadilly, beigesetzt.

## Ehe und Nachkommen
Hodgson heiratete im Juli 1756 Catherine Howard (1734–1798), die Schwester von Field Marshal Sir George Howard. Sie hatten fünf Kinder, drei Söhne und zwei Töchter, von denen nur eines, der spätere General John Hodgson (1757–1846), das Erwachsenenalter erreichte.